# Ophiorrhiza parviflora
Ophiorrhiza parviflora är en måreväxtart som beskrevs av Caspar Georg Carl Reinwardt och Pieter Willem Korthals. Ophiorrhiza parviflora ingår i släktet Ophiorrhiza och familjen måreväxter.
Artens utbredningsområde är Sulawesi. Inga underarter finns listade i Catalogue of Life.